# Tambakrejo (Tongas)
Tambakrejo is een bestuurslaag in het regentschap Probolinggo van de provincie Oost-Java, Indonesië. Tambakrejo telt 4837 inwoners (volkstelling 2010).